# Formula Rossa
Formula Rossa (in arabo فورمولا روسا‎?) è una montagna russa della tipologia launched coaster situata al Ferrari World di Abu Dhabi, negli Emirati Arabi Uniti. Prodotto da Intamin, Formula Rossa è la montagna russa più veloce al mondo con una velocità massima di 239 km/h.

## Storia
Durante la fase di pianificazione aveva il nome di "F1 Coaster". L'attrazione fu inaugurata ufficialmente il 4 novembre 2010.
A Gennaio 2024 il parco annunciò che Formula Rossa sarebbe stata chiusa temporaneamente per manutenzione, ma ad oggi non è ancora stata comunicata una data di riapertura. 
Il 23 Dicembre finalmente, dopo 11 mesi di chiusura, Formula Rossa è ritornata in servizio. 

## Descrizione
Il sistema di lancio accelera il treno alla sua velocità massima in 5 secondi utilizzando un sistema di accelerazione per pressione idraulica. I passeggeri sperimentano fino a 1,7 di forza-g durante l'accelerazione e fino a 4,8 g durante la corsa. Il circuito è 2,2 km in lunghezza, classificandosi al sesto posto nel mondo per le montagne russe in acciaio più lunghe. La conformazione del tracciato è stata ispirata dal noto Autodromo nazionale di Monza. A causa delle elevate velocità e quindi del rischio di impatto con particelle o insetti, tutti i passeggeri devono indossare occhiali protettivi simili a quelli utilizzati per il paracadutismo. Al momento della sua apertura, Formula Rossa ha superato, in termini di velocità, Kingda Ka a Six Flags Great Adventure, diventando la montagna russa più veloce del mondo.